# جملة مفيدة
الجملة المفيدة عبارة عن مركب من كلمتين أسندت إحداهما إلى الأخرى إسنادا مفيدا نحو زيد قائم بخلاف الجملة غير المفيدة نحو إن جاءك.